# Suatrius
Suatrius est le nom d'un général wisigoth de la seconde moitié du Ve siècle, sous le règne du roi Alaric II (484-507).

## Biographie
Dans les chroniques gallo-romaines de l'époque, Suatrius est qualifié de « duc des Goths » (Suatrius Dux Gothorum). Il intervient dans les années 490 quand les Francs de Clovis font au moins deux descentes militaires vers le royaume wisigoth de Toulouse (en 496 et 498), prémices de la célèbre bataille de Vouillé (507). Suatrius ne peut empêcher les Francs de s'emparer de la cité de Burdigala dont il est peut-être le gouverneur. Il est capturé par les Francs et sort de l'histoire à ce moment.

## Sources
- Rurice de Limoges ;
- Prosper Tiro ;
- Michel Rouche, Clovis, Paris, Éditions Fayard, 1996 (ISBN 2-2135-9632-8)

1. ↑  Joël Schmidt, Le royaume wisigoth d'Occitanie, Perrin, Paris 1996 ; Bruno Dumézil et Michel Rouche (dir.), Le Bréviaire d'Alaric, aux origines du Code civil, PUPS, Paris 2008.

.